# كأس سين هون (كمبوديا)
كأس سين هون (بالإنجليزية: Hun Sen Cup)‏ وتسمى أيضاً (كأس كامبوديا) ، هي بطولة رسمية لكرة القدم في كمبوديا ، وتشارك فيه الأندية المرخصة من اتحاد كمبوديا لكرة القدم.

## وصلات خارجية
- Hun Sen Cup results tables fixtures
- Reports